# Gladiolus liliaceus
Gladiolus liliaceus es una especie de gladiolo que se encuentra en Sudáfrica.  

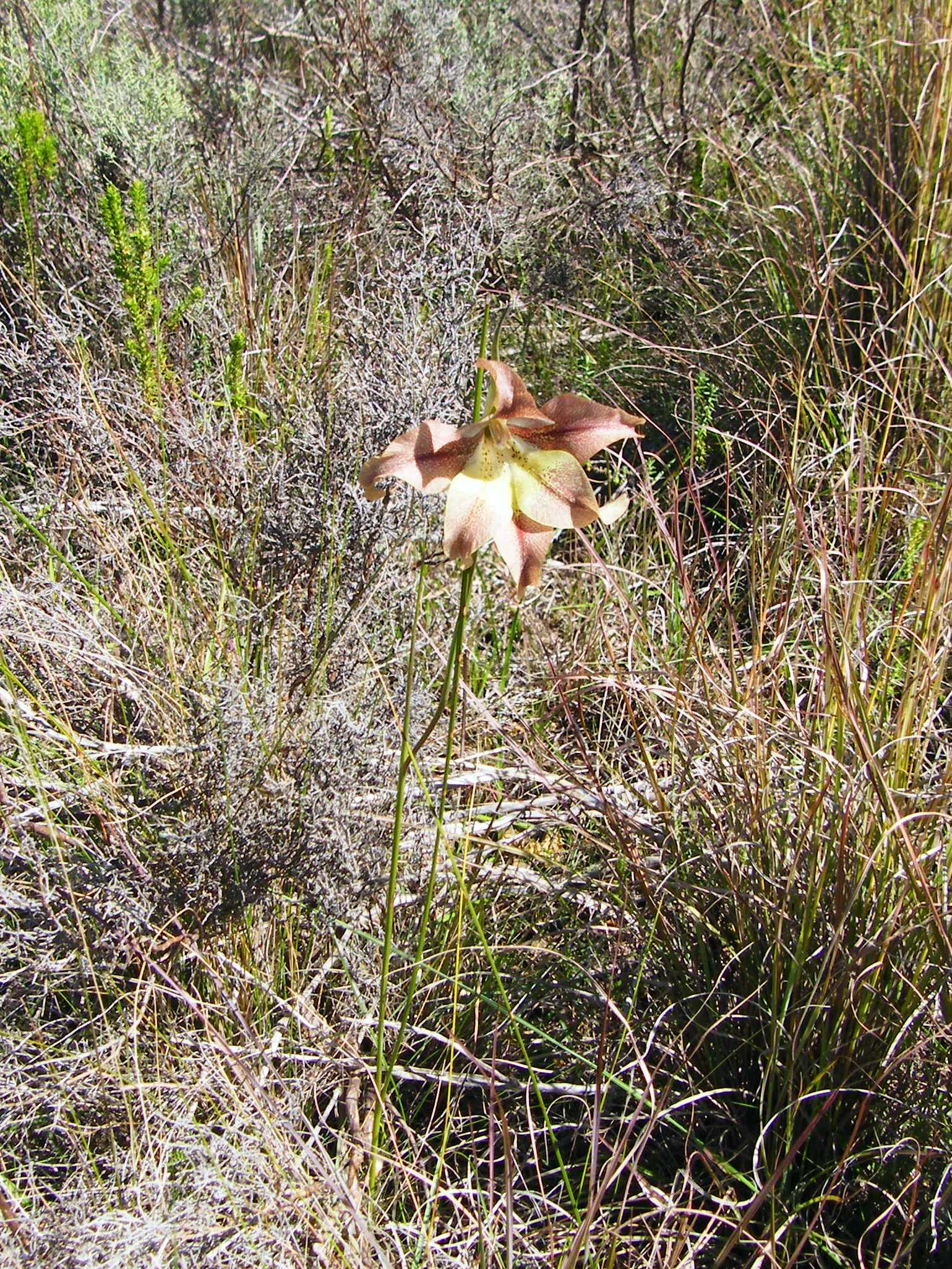
En su hábitat

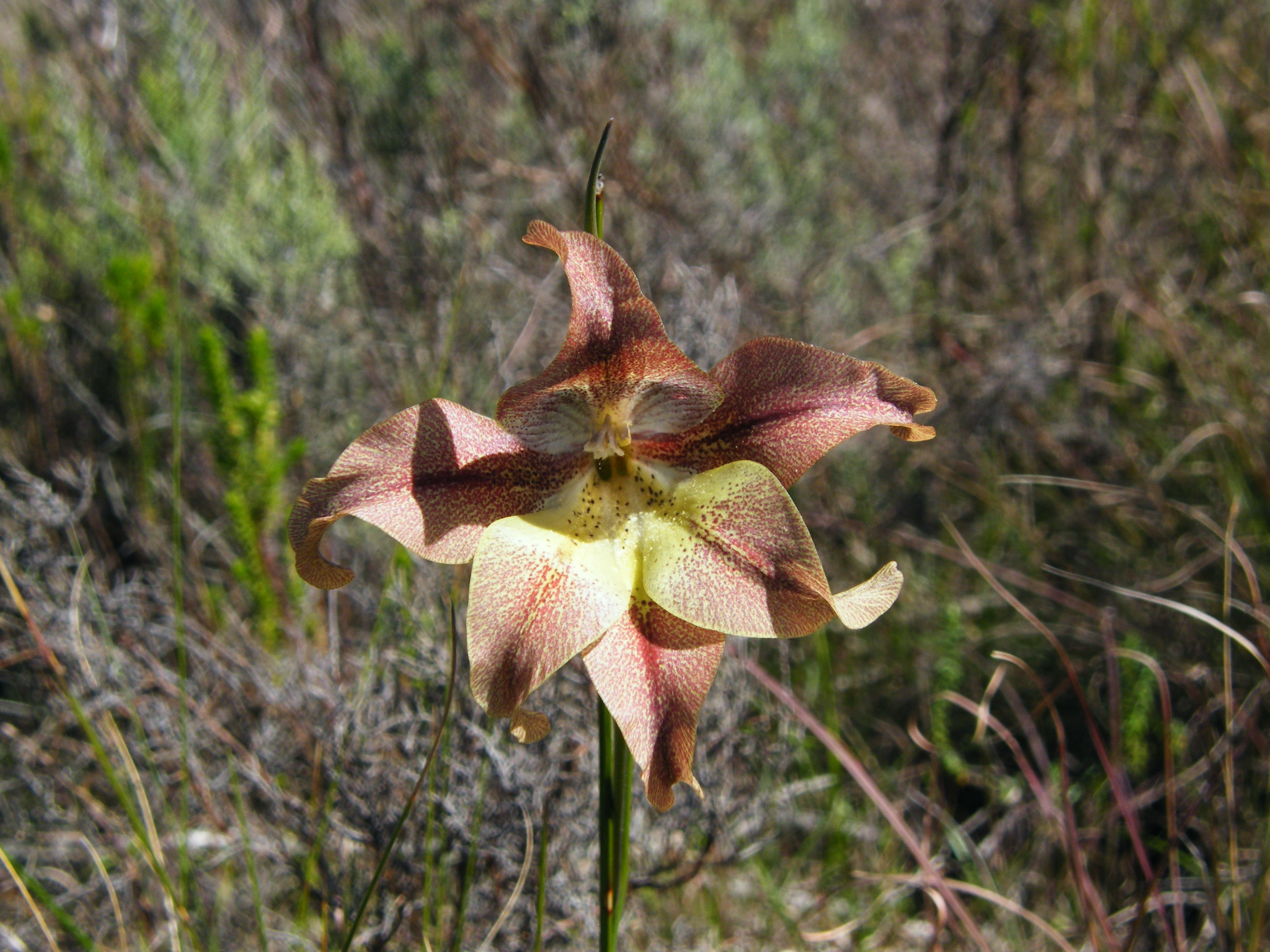
Flor

## Descripción
Gladiolus liliaceus es una planta herbácea perennifolia, geofita que alcanza un tamaño de 0.35 - 0.7 m de altura. Se encuentra a una altitud de 120 - 1525 metros en Sudáfrica.
Gladiolus liliaceus  crece en las laderas de arcilla sobre una amplia área y florece en invierno a la primavera. En cultivo alcanza un tamaño de 30 a 80 cm de alto,  las flores en un pico inclinado. Las grandes flores son de color marrón, sin brillo o rojo rosado, marrón, de color violeta o crema a verdoso amarillo y giran a malva azulado en las noches cuando se vuelven intensamente perfumado a clavo de olor. Dependiendo de la ubicación y la altura, florece antes con las elevaciones más bajas, esta especie florece desde finales de agosto a diciembre.

## Taxonomía
Gladiolus liliaceus fue descrita por  Martinus Houttuyn y publicado en Natuurlijke Historie [tweede deel {second part}] 2(12): 55, t. 79, f. 2. 1780.
Etimología
Gladiolus: nombre genérico que se atribuye a Plinio y hace referencia, por un lado, a la forma de las hojas de estas plantas, similares a la espada romana denominada "gladius". Por otro lado, también se refiere al hecho de que en la época de los romanos la flor del gladiolo se entregaba a los gladiadores que triunfaban en la batalla; por eso, la flor es el símbolo de la victoria.
liliaceus: epíteto latíno que significa "como el género Lilium".
Sinonimia
- Gladiolus binervis Sweet
- Gladiolus grandis (Thunb.) Thunb.
- Gladiolus laevis Thunb.
- Gladiolus tristis var. grandis Thunb.
- Gladiolus tristis subsp. grandis (Thunb.) Asch. & Graebn.
- Gladiolus versicolor Andrews
- Gladiolus versicolor var. major Ker Gawl.[7][8]